# Machimus oriens
Machimus oriens là một loài ruồi trong họ Asilidae. Machimus oriens được Martin miêu tả năm 1975. Loài này phân bố ở vùng Tân nhiệt đới.